# 11'09"01 - September 11
11'09''01 - September 11 es una película colectiva con 11 historias de 11 minutos de 11 directores diferentes (Samira Makhmalbaf, Claude Lelouch, Youssef Chahine, Danis Tanovic, Idrisa Uedraogo, Ken Loach, Alejandro González Iñárritu, Amos Gitaï, Mira Nair, Sean Penn y Shohei Imamura) estrenada en el año 2002.

## Argumento
En este filme colectivo desfilan 11 historias de 11 minutos de 11 directores diferentes. Que los ataques contra las Torres Gemelas, que las acabaron destruyendo llevando a la muerte a miles de personas, ha cambiado el curso de la historia es palpable en el día a día de la política internacional. Y el mundo del arte no se ha quedado impasible ante los hechos que han cambiado globalmente la vida en todo el mundo. En este filme tienen cabida las mujeres de Bosnia, los exiliados chilenos en Londres, los soldados japoneses de la Segunda Guerra Mundial, estadounidenses de la tercera edad, musulmanes en los EE. UU., niños en Burkina Faso y en Irán... Otras voces que a veces son difíciles de oír.

## Reparto
| Actor/Actriz          | Personaje                               |
| --------------------- | --------------------------------------- |
| Maryam Karimi         | La institutriz                          |
| Mohamad Dolati        | Niño                                    |
| Agelem Habibi         | Niño                                    |
| Esmat Vahedi          | Niño                                    |
| Ameneh Banizadeh      | Niño                                    |
| Razieh Jafari         | Niño                                    |
| Hassan Rezai          | Niño                                    |
| Najibeh Habibi        | Niño                                    |
| Emmanuelle Laborit    | Ella                                    |
| Jérôme Horry          | Lui                                     |
| Nour El-Sherif        | Youssef Chahine                         |
| Ahmed Haroun          | Le G'I                                  |
| Sanaa Younes          | La Madre                                |
| Ahmed Fouad Selim     | El Padre                                |
| Maher Esam            | El Palestino                            |
| Eveline Sélim         | El Periodista                           |
| Rafik Mohsen          |                                         |
| Nadim Gargoura        |                                         |
| Alaa Mahgoub          |                                         |
| Dzana Pinjo           |                                         |
| Aleksandar Seksan     | Nedim                                   |
| Hesham Abd Elkhaleq   |                                         |
| Reem Bitar            |                                         |
| Fadi Badour           |                                         |
| Tatjana Sojic         | Hanka                                   |
| Ejla Bavcic           | El trabajador de la casa de las mujeres |
| Ognjen Blagojevic     | Periodista                              |
| Lionel Zizréel Guire  | Adama                                   |
| René Aimé Bassinga    | Ibrahim                                 |
| Lionel Gaël Folikoue  | Gaël                                    |
| Rodrigue André Idani  | Rodrigue                                |
| Alex Martial Traoré   | Alex                                    |
| Marc                  | Ben Laden                               |
| Hyppolite Ouangrawa   | El tío de Adama                         |
| Justine Sawadogo      | La tía de Adama                         |
| Haoua Ouatara         | La madre de Adama                       |
| Saturnin Milla        | Policía de Aeropuerto                   |
| Barou Oumar Ouedraogo | El padre de Rodrigue                    |
| Vladimir Vega         | Pablo                                   |
| Keren Mor             | La Periodista                           |
| Liron Levo            | Dragaminas                              |
| Tomer Russo           | Conductor de ambulancia                 |
| Tanvi Azmi            | Talat Hamdani                           |
| Kapil Bawa            | Salim Hamdani                           |
| Taleb Adlah           | Adnaan Hamdani                          |
| Talat Hamdani         | Taani                                   |
| Robert Reardon        | Mr. Bonner                              |
| Nell Mooney           | Sylvia Franko                           |
| George R. Sheffey     | Agente FBI                              |
| Maryann Towne         | Agente FBI                              |
| Suleman Din           | Salman Hamdani                          |
| Ernest Borgnine       | Hombre                                  |
| Tomorô Taguchi        | Yukichi Furuhashi                       |
| Kumiko Asô            | Sae Furuhashi                           |
| Akira Emoto           | Sakichi Furuhashi                       |
| Mitsuko Baishô        | Kayo Furuhashi                          |
| Ken Ogata             | Aldeano                                 |
| Jake Bern             | DJ de radio                             |
| Cole Blackwell        | Cadete de Policía                       |
| Yoshiki Hayakawa      | Soldado Chino                           |
| Akemi Fuji            | Aldeano                                 |
| Yoshimi Fujioka       | Aldeano                                 |
| Tomomutsu Furukawa    | Aldeano                                 |
| Yoshiki Hayakawa      | Aldeano                                 |
| Miki Hayashida        | Aldeano                                 |
| Toki Koinuma          | Aldeano                                 |
| Mitsuyo Ishigaki      | Aldeano                                 |
| Etsuko Ichihara       | Aldeano                                 |
| Hiromi Konno          | Aldeano                                 |
| Takeo Namai           | Aldeano                                 |
| Hiroko Ninomiya       | Aldeano                                 |
| Yasuko Ogata          | Aldeano                                 |
| Kazuo Kitamura        | Aldeano Mayor                           |
| Masahiro Noguchi      | Soldado Japonés                         |
| Hayao Senda           | Aldeano                                 |
| Yukie Suzuki          | Aldeano                                 |
| Chigusa Takayama      | Aldeano                                 |
| Shûji Ôtsuki          | Aldeano                                 |
| Kôji Yakusho          | Aldeano                                 |
| Naoki Tokinosu        | Aldeano                                 |
| Tadao Tashiro         | Aldeano                                 |
| Salvador Allende      | Salvador Allende                        |
| Anil Baral            | Estudiante en Subway                    |
| George W. Bush        | George W. Bush                          |
| Amy Hoerler           | Asistente Funeral                       |
| Tetsurô Tanba         | Bonze                                   |
| Augusto Pinochet      | Augusto Pinochet                        |
| Henry Kissinger       | Henry Kissinger                         |